# Александрија (Румунија)
Александрија (рум. Alexandria) град је у Румунији у јужном делу земље, у историјској покрајини Влашка. Александрија је управно средиште жупаније Телеорман.
Александрија има површину од 97,84  на којој је по последњем попису из 2021. године живело 40.390 становника.

## Географија
Александрија се налази у јужном делу покрајине Влашке, усред Влашке низије. Град припада области Мунтенија. Река Ведеа пролази кроз град и погодност прелаза преко реке била је кључна за образовање насеља на овом месту.

## Историја
Александрија је релативно млад град, који је израстао из малог насеља средином 19. века као успутна станица између релативно блиског Букурешта (88 km) и дунавских лука у западној Румунији.

## Становништво
| 1912.  | 1930.  | 1948.  | 1956.  | 1966.  | 1977.  | 1992.  | 2002.  | 2011.  | 2021.  |
| ------ | ------ | ------ | ------ | ------ | ------ | ------ | ------ | ------ | ------ |
| 15.785 | 19.350 | 17.840 | 19.294 | 21.898 | 37.340 | 58.478 | 50.496 | 45.434 | 40.390 |

Александрија је највећи град у жупанији Телеорман. На попису 2021. године имала је 40.390 становника, за 5.044 мање (-11,10%) од претходног пописа, 2011. године, на ком је било 45.434 становника.
Према попису из 2021. већину становништва су чинили Румуни (86,57%).
| Етнички састав према попису из 2021.‍ | Етнички састав према попису из 2021.‍ | Етнички састав према попису из 2021.‍ | Етнички састав према попису из 2021.‍ | Етнички састав према попису из 2021.‍ |
| ------------------------------------ | ------------------------------------ | ------------------------------------ | ------------------------------------ | ------------------------------------ |
|                                      |                                      |                                      |                                      |                                      |
| Румуни                               | Румуни                               |                                      | 34.966                               | 86,57%                               |
| Роми                                 | Роми                                 |                                      | 721                                  | 1,79%                                |
| Остали                               | Остали                               |                                      | 34                                   | 0,08%                                |
| Непознато                            | Непознато                            |                                      | 4.669                                | 11,56%                               |